# José Mendes de Oliveira Castro
José Mendes de Oliveira Castro, primeiro barão de Oliveira Castro ComNSC (Rio de Janeiro, 4 de outubro de 1842 — Paris, 10 de janeiro de 1896), foi um comerciante e capitalista brasileiro.
Filho de Antônio Mendes de Oliveira Castro e de Castorina Angélica de Jesus Alves Pereira. Casou-se duas vezes: com Carlota Deolinda de Carvalho Ribeiro e com Constança Cordeiro Torres e Alvim, deixando numerosa descendência de ambos casamentos.
Comendador da Imperial Ordem da Rosa e da Ordem de Nossa Senhora da Conceição de Vila Viçosa. Recebeu o baronato por decreto de 9 de novembro de 1889.
Do Casamento de Carlota Deolinda de Carvalho Ribeiro nasceram:
1 – José, nascido em 1864 (2º Barão de Oliveira Castro);
2 – Carlota, nascida em 1865;
3 – Antônio, 1866;
4 – Deolinda, 1867;
5 – Francisco, 1870;
6 – Álvaro, 1871;
7 – Horácio, 1873;
8 – Octávio, 1874;
9 – Castorina, 1876 (faleceu aos 8 meses);
10 - Elysio, 1878;
11 – Américo, 1879;
12 – Castorina, 1880;
13 – Hermínio; 1881 (morreu aos 10 anos);
14 – Elisa; 1883 (morreu solteira).